# Stormbergia
Stormbergia ("pocházející ze sedimentů Stormberg Series"), byl rod menšího ptakopánvého dinosaura, žijícího v období spodní jury na území dnešní Jihoafrické republiky a Lesotha (souvrství Upper Elliot). 

## Historie a popis
Jediný dnes známý druh S. dangershoeki byl popsán v roce 2005 (druhové jméno bylo zvoleno podle lokality objevu fosilií - statku Dangerhoek). Zkameněliny tohoto dinosaura byly po dobu více než dvou desetiletí před popisem známé jen jako "velký fabrosaurid". V současnosti je znám pouze postkraniální materiál z kostry. Existují předpoklady, že by se mohlo jednat o vývojově primitivního zástupce kladu Genasauria nebo o dospělou formu známějšího rodu Lesothosaurus. Délka tohoto dinosaura dosahovala asi 2 metrů. Při výšce hřbetu kolem 50 cm dosahoval hmotnosti asi 15 kg.